# Roman Sergejewitsch Berdnikow
Roman Sergejewitsch Berdnikow (russisch Роман Сергеевич Бердников; * 18. Juli 1992 in Omsk) ist ein russischer Eishockeyspieler, der seit Mai 2017 bei Torpedo Ust-Kamenogorsk in der Wysschaja Hockey-Liga unter Vertrag steht.

## Karriere
Roman Berdnikow begann seine Karriere als Eishockeyspieler in seiner Heimatstadt in der Nachwuchsabteilung des HK Awangard Omsk, für dessen zweite Mannschaft er von 2007 bis 2009 in der drittklassigen Perwaja Liga aktiv war. Die Saison 2009/10 verbrachte er bei den Owen Sound Attack in der kanadischen Juniorenliga Ontario Hockey League. Anschließend kehrte der Flügelspieler zunächst zu Awangards Juniorenteam Omskije Jastreby aus der multinationalen Nachwuchsliga Molodjoschnaja Chokkeinaja Liga zurück, ehe er sich zur Mitte der Saison 2010/11 erneut Owen Sound Attack aus der OHL anschloss. Mit Owen Sound gewann er am Ende der Spielzeit den J. Ross Robertson Cup, den Meistertitel der OHL. Dadurch qualifizierte er sich mit seiner Mannschaft für den Memorial Cup, das Finalturnier um die Meisterschaft der Canadian Hockey League, konnte sich dort mit seiner Mannschaft jedoch nicht durchsetzen.
Zur Saison 2011/12 wurde Bernikow erneut vom HK Awangard Omsk verpflichtet, für deren Profimannschaft er in der Kontinentalen Hockey-Liga auslief, bis 2014 aber auch bei Omskije Jastreby zum Einsatz kam.
Im Mai 2015 tauschte der HK Awangard Berdnikow gegen Kirill Gawrilytschew von Metallurg Nowokusnezk ein. Kurz nach Beginn der Saison 2015/16 wurde er zusammen mit Sergei Dorofejew im Tausch gegen Ignat Semtschenko an Sewerstal Tscherepowez abgegeben.

### International
Für Russland nahm Berdnikow an der U18-Junioren-Weltmeisterschaft 2010 teil. Im Turnierverlauf erzielte er in sieben Spielen zwei Tore und vier Vorlagen.

## Erfolge und Auszeichnungen
- 2011 J.-Ross-Robertson-Cup-Gewinn mit den Owen Sound Attack